# غلام ژاپنی
غلامحسین میرزایی با نام هنری غلام ژاپنی (زاده ح. ۱۳۲۸ خورشیدی) هنرپیشه سینما اهل ایران است. او از سال ۱۳۴۸ تا کنون فعالیت می‌کند و یکی از هنروران محله ارباب جمشید تهران می‌باشد.

در مراسم افتتاحیه سی و دومین دوره جشنواره فیلم فجر در هنگام تجلیل از مهدی هاشمی به روی صحنه رفت و اعلام نمود که: 
من از سال ۱۳۴۷ در سینما هستم و تنها افتخارم این است که داریوش فرهنگ «دو فیلم با یک بلیط» را ساخت و مرا در کنار مهدی هاشمی قرار داد، من ممکن است تا دو سال خواب چنین روزی را هم نبینم، کسی اصلاً حواسش به ما نبود.

## فیلم‌شناسی

### سینمایی
- زندگی خصوصی (۱۳۹۰)
- آواز قو (۱۳۷۹)
- من زمین را دوست دارم (۱۳۷۲)
- دو فیلم با یک بلیت (۱۳۶۹)
- مردی که زیاد می‌دانست (۱۳۶۳)م
- تکیه بر باد (۱۳۵۷)
- سرخپوست‌ها (۱۳۵۷)
- مرثیه (۱۳۵۶)
- چلچراغ (۱۳۵۵)
- ذبیح (۱۳۵۴)
- شب غریبان (۱۳۵۴)
- فاصله (۱۳۵۴)
- شب عروسی
- سکه دو رو
- پهلوان مفرد

### تلویزیونی
- سه دونگ، سه دونگ